# Joyce Kakuramatsi Kikafunda
Joyce Kakuramatsi Kikafunda một nhà ngoại giao Uganda và học tập người đã phục vụ như Cao ủy của Uganda đến Vương quốc Anh kể từ năm 2013. Là một giáo sư về nông nghiệp và khoa học thực phẩm tại Đại học Makerere, cô đã tham gia vào các dự án xóa đói giảm nghèo và giảm suy dinh dưỡng ở trẻ em. Cô cũng là thành viên của Hội đồng quản trị của Viện nghiên cứu lúa gạo quốc tế từ năm 2010-2015.